# برونو كوادروس
برونو كوادروس (بالبرتغالية: Bruno Quadros‏) (3 فبراير 1977 في ريو دي جانيرو في البرازيل – )؛ هو لاعب كرة قدم سابق كان يلعب كمدافع.

## وصلات خارجية
- برونو كوادروس على موقع اتحاد تركيا (لاعب) (الإنجليزية)
- برونو كوادروس على موقع رابطة كرة القدم اليابانية للمحترفين (اليابانية)
- برونو كوادروس على موقع قاعدة بيانات كرة القدم.إي يو (الإنجليزية)
- برونو كوادروس على موقع Soccerway.com (الإنجليزية)
- برونو كوادروس على موقع عالم كرة القدم.نت (الإنجليزية)